# 奧贊·卡巴克
奧贊·穆罕默德·卡巴克（土耳其語：Ozan Muhammed Kabak；2000年3月25日—），是土耳其的一名足球运动员，场上位置是中后卫，現效力於德甲俱樂部賀芬咸，代表土耳其国家足球队参加国际比赛。
2022年7月23日，卡巴克转会至霍芬海姆，并签订了一份至2026年6月30日的合同。他还拥有一项条款，表明他通过附加条款最多可赚取800万欧元。

## 榮譽

### 俱乐部
加拉塔沙雷
- 土耳其超級足球聯賽：2017–18[4]

### 個人
- 德甲 赛季最佳新人：2018–19[5][6]